# Salvador Allende nella cultura di massa

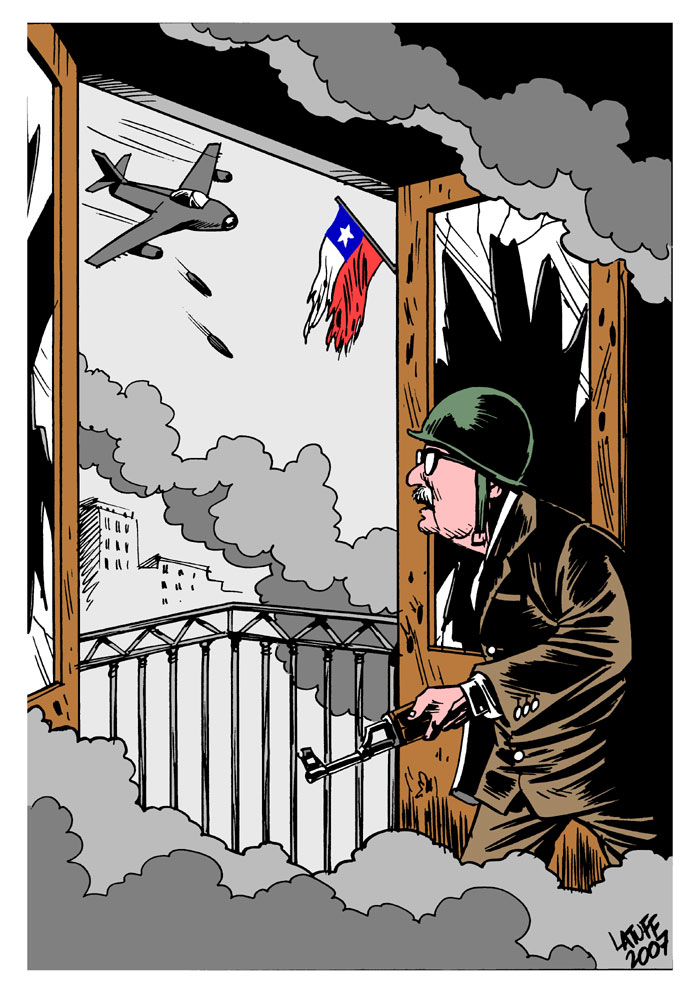
11 settembre 1973, disegno di Carlos Latuff

La figura di Salvador Allende, presidente socialista democratico della Repubblica Cilena dal 1970 al 1973, ha ispirato numerosi registi, scrittori, drammaturghi, cantanti e comici diventando così un personaggio molto noto anche al di fuori del continente latinoamericano.
In particolare, si è spesso fatto riferimento al contrasto politico con Augusto Pinochet durante il golpe del 1973 e alla sua conseguente tragica morte. Soprattutto dopo la caduta del generale-dittatore, la figura di Allende è stata rivalutata positivamente dalla maggioranza degli storici e degli intellettuali: molti mettono in risalto il fatto che egli, pur attuando una lunga serie di riforme sociali "rivoluzionarie", rimase sempre un assertore della nonviolenza.
Anche per ciò che concerne la cittadinanza cilena si può asserire la stessa cosa: pur rimanendo ancora una figura controversa, Allende è stato scelto nel 2008 come il più grande cileno nella storia mediante un concorso nazionale sulla televisione pubblica, vincendo più di altre importanti figure nazionali come Arturo Prat, Pablo Neruda e Gabriela Mistral.

## Canzoni
Tra le canzoni che si sono riferite alla vita e la morte di Salvador Allende:
- Don Lange - Song for Allende cantata anche da Christy Moore
- Pippo Pollina, Inti-Illimani - Il giorno del falco
- Litfiba - Santiago (sulla visita di papa Giovanni Paolo II al dittatore Pinochet)
- Modena City Ramblers - Carretera Austral
- Óscar Chávez, A Salvador Allende
- Nomadi - Salvador (15 anni dopo)
- Talco - 11 settembre 73
- Ted Bundy - Shoot a blow
- Fausto Amodei - Al compagno presidente
- Alfredo Bandelli - Il Cile è già un altro Vietnam (Morto Allende)
- Víctor Manuel- Al presidente de Chile Salvador Allende
- Rolando Alarcón - Compañero Presidente
- Víctor Jara & i Quilapayún, Sergio Ortega - Venceremos (famosa la versione anche degli Inti-Illimani)
- Floh de Cologne - Salvador Allende
- Sergio Ortega & Quilapayun, Inti Illimani, El pueblo unido jamás será vencido
- Pete Seeger, Estadio Chile (testo di Victor Jara)
- Ángel Parra - Compañero Presidente
- Pedro Gofo - Compañero Presidente
- Léo Ferré - Allende
- Patricio Manns - Allende
- Pino Veneziano - Allende
- Björn Afzelius - Elegi för Salvador Allende
- Anne Vanderlove  - Hommage à Allende
- Tom Paxton - The White Bones Of Allende
- Pablo Milanés  - A Salvador Allende en su combate por la vida
- Tito Fernández - Compañero Salvador
- Fabularasa - Allende
- Joan Baez - Gracias a la vida, album di cover di musicisti latinoamericani dedicato alla memoria di Allende e ai cileni sotto la dittatura, dalla cantante e attivista statunitense

## Letteratura

### Poesia
- Francesco Masala - Subra sa losa de Salvador Allende ("Sopra la tomba di Salvador Allende")
- Mario Benedetti - Allende
- Gonzalo Millán - La ciudad ("La città")
- Víctor Jara - Estadio Chile

### Romanzi e racconti
- Isabel Allende, La casa degli spiriti (1982), Lungo petalo di mare (2019)
- Gabriel García Márquez, La vera morte di un Presidente (2003) - racconto breve
- Luis Sepúlveda, L'ombra di quel che eravamo (2009)
- Roberto Ampuero, L'ultimo tango di Salvador Allende (2012)

## Film
- Intervista a Salvador Allende: La forza e la ragione , 1971, di Roberto Rossellini: film documentario basato sull'intervista di Rossellini ad Allende.
- 11 settembre 2001 di registi vari, 2002, episodio "Regno Unito" di Ken Loach: un ex rifugiato politico cileno ricorda il golpe contro Allende paragonando l'11 settembre cileno a quello americano.
- Salvador Allende: è un film documentario del 2004 diretto da Patricio Guzmán.
- Post Mortem, 2010, di Pablo Larraín: racconta i giorni post-golpe, visti da uno degli addetti all'obitorio dove fu portato il corpo di Allende.

## Arte
- Adenoidi, 2003, spettacolo teatrale di Daniele Luttazzi
- Fegato, l'ultimo sguardo di Salvador Allende, 2014, opera teatrale di Giacomo Fanfani